# Charlene Mitchell

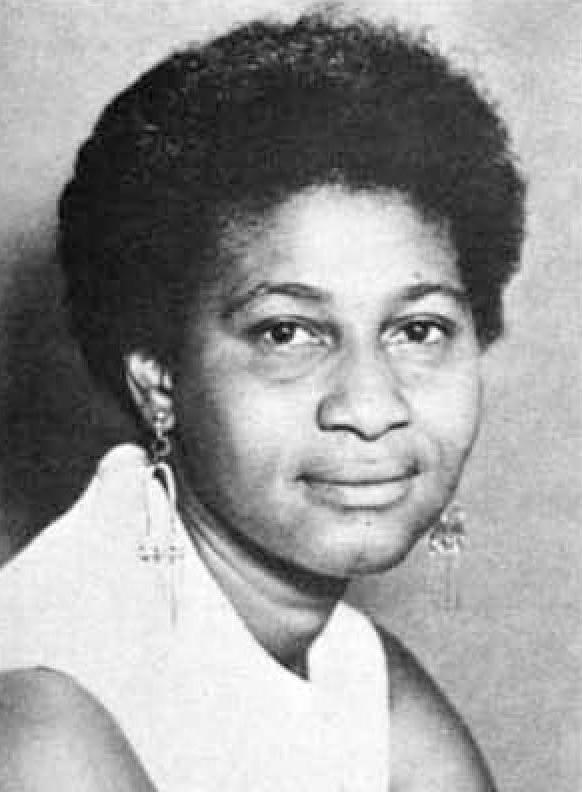
Charlene Alexander Mitchell, US-amerikanische Politikerin

Charlene Alexander Mitchell (* 8. Juni 1930 in Cincinnati, Ohio; † 14. Dezember 2022 in New York City) war eine US-amerikanische Politikerin (CPUSA, CCDS). 
Sie war 1968 die erste Frau und Afroamerikanerin, die für das Amt der Präsidentin der Vereinigten Staaten kandidierte.

## Leben
Mitchell, die ihre Jugend gemeinsam mit fünf Geschwistern und zwei Stiefgeschwistern in Cincinnati, Chicago und Los Angeles verbrachte, begann sich im Alter von 13 Jahren politisch in der American Youth for Democracy für das Ende der Rassentrennung zu engagieren. Bereits mit 16 trat sie der Kommunistischen Partei der USA (CPUSA) bei.
Bei der US-Präsidentschaftswahl 1968 trat sie als Kandidatin der CPUSA als erste Frau und als erste Afroamerikanerin an. Allerdings konnten sie und ihr Kandidat für das Amt des Vizepräsidenten, Michael Zagarell, nur in zwei Bundesstaaten antreten. In diesen Bundesstaaten konnte sie 1.077 Stimmen auf sich vereinen, dies waren landesweit im gerundeten Endergebnis 0,00 %.
1988 kandidierte sie das zweite Mal für ein politisches Amt, als sie sich für die Independent Progressive Party um das Amt des Senators von New York bewarb. Bei dieser Wahl erzielte sie ein Ergebnis von 0,24 %.
Innerhalb der CPUSA gehörte sie als Mitglied des Politbüros zu der Parteiführung. 1992 beteiligte sie sich an einer Strömung, welche den politischen Kurs des Parteivorsitzenden Gus Hall angriff und die Partei anders aufstellen wollte als bisher. Als dies scheiterte, gehörte sie zu den Gründern der Committees of Correspondence for Democracy and Socialism (CCDS).